# آخرین سفر شاه
کتاب آخرین سفر شاه (The Shah's Last Ride) نوشته ویلیام شوکراس از برجسته‌ترین و مستند‌ترین کتاب هائی است که در باره سالهای آخر حکومت محمدرضاشاه نوشته شده‌است. در این کتاب نویسنده سعی نموده است با بهره‌گیری از منابع مستقیم و مستند و تا حدی بی‌طرف، سال‌های آخر حکومت شاه، جریان‌های دوره انقلاب، زندگی شاه در تبعید، سیر بیماری او، جریان‌های مربوط به معالجه و چگونگی مرگ وی را با گفتگو و مصاحبه با افراد مرتبط، بررسی نماید.

## فهرست مطالب
فصل‌های کتاب:
1. پایان کار
2. ضیافت
3. پرواز به مصر
4. میزبان
5. ملکه
6. رهبر روحانی
7. خداحافظی شاهانه
8. نیزه‌دار
9. سوداگران خواب و خیال
10. ماده شریف
11. تمدن بزرگ
12. سپربلا
13. سفیر
14. بیمار خصوصی
15. عمل جراحی
16. سفارت
17. پناهگاه
18. ژنرال
19. جزیره
20. قمار
21. کشمکش
22. مسئله غامض جراحان
23. دومین پرواز به مصر
24. پایان

## نویسنده
ویلیام شوکراس William Shawcross روزنامه‌نگار و نویسنده انگلیسی سال هاست در روزنامه‌ها و مجلاتی مانند ساندی تایمز، آبزرور، واشنگتن پست و نیوزویک مقاله می‌نویسد. کتاب‌های متعددی نیز از وی چاپ شده‌است.
کتاب حاضر نتیجه سه سال کوشش و پیگیری وی در باره روند زندگی محمد رضا شاه است. بررسی و مطالعات او در این مورد، متکی به دهها کتاب و صدها مقاله و مصاحبه بوده و زندگی شاه را در یک سال و نیم دوران تبعید، قدم به قدم پیموده است.
در رسانه‌ها و فضای مجازی ایرانی نقدهایی نیز برای این کتاب نوشته شده‌است.

## پیشگفتار
نویسنده در پیشگفتار می‌نویسد:
 این کتاب سرگذشت یک سفر است، سفر توام با سرگردانی شاه به سوی تبعید و مرگ. ونیز عوامل گوناگون حکومت او و مناسبات او با انگلیسی‌ها و آمریکائی‌ها، ساواک، سیا، نفت و خرید اسلحه. داستان سقوط و تبعید شاه از جمله داستان‌هایی است که ماهیت روابط بین دولت‌ها و رهبرانشان را نشان می‌دهد. داستان وفاداری و عافیت طلبی است. به قول ژنرال دوگل: «دولت‌ها غولهائی هستند بی احساس.»